# Vichai Srivaddhanaprabha
Vichai Srivaddhanaprabha (en tailandés: วิชัย ศรีวัฒนประภา) (nacido Vichai Raksriaksorn) (tailandés: วิชัย รักศรีอักษร; Bangkok, 4 de abril de 1958-Leicester, 27 de octubre de 2018), fue un multimillonario tailandés, hombre de negocios y fundador, propietario y presidente de King Power. También fue propietario del club de fútbol de la Premier League, Leicester City desde 2010 hasta su muerte en un accidente de helicóptero en 2018.

## Biografía
Srivaddhanaprabha nació en una familia tailandesa de origen chino. Fue el fundador y dirigente de la empresa King Power, operadora de tiendas libres de impuestos. En diciembre de 2009 la empresa King Power recibió la Real Orden de Nombramiento de parte del rey de Tailandia en una ceremonia donde asistió Raksriaksorn. Según la revista Forbes era la séptima persona más rica de Tailandia, con una fortuna de 4900 millones de dólares estadounidenses.
Vichai compró el Leicester City, un equipo de fútbol inglés, en agosto de 2010, después de haber firmado un acuerdo de patrocinio con el club por los siguientes tres años. El 10 de febrero de 2011 fue nombrado nuevo presidente del Leicester City, además de ser el propietario. Su hijo, Aiyawatt Srivaddhanaprabha, fue designado vicepresidente.
A nivel personal, el empresario tailandés estuvo casado y fue padre de cuatro hijos. En febrero de 2013, la familia recibió el apellido Srivaddhanaprabha de parte del rey tailandés Bhumibol Adulyadej.
En mayo de 2017 adquirió el club de fútbol belga Oud-Heverlee Leuven.

## Fallecimiento

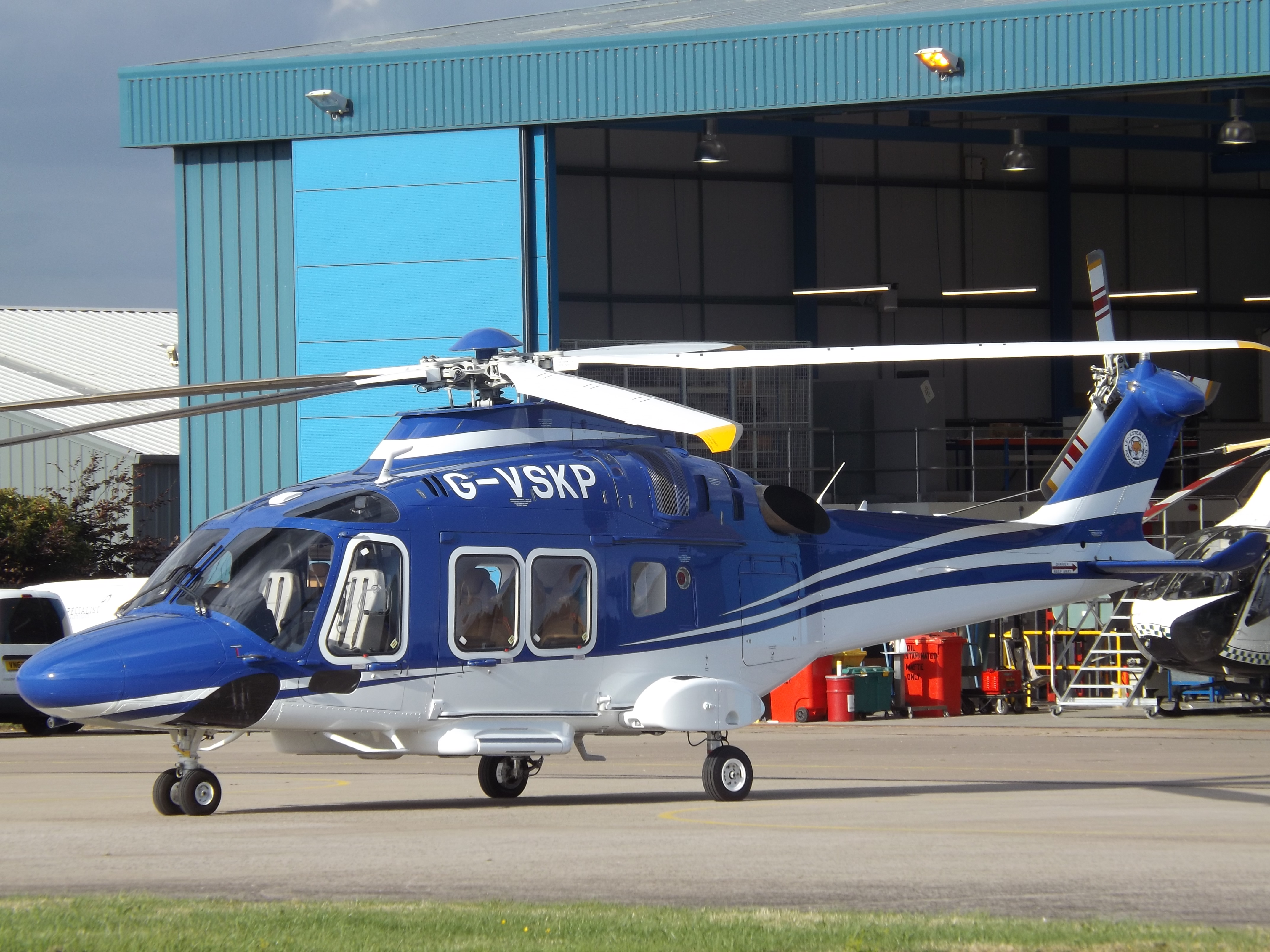
El helicóptero accidentado, en 2016.

El 27 de octubre de 2018, el helicóptero AgustaWestland AW169 de Srivaddhanaprabha se estrelló frente al King Power Stadium poco después de despegar del campo. El 28 de octubre, se informó que Srivaddhanaprabha, tres pasajeros y el piloto habían fallecido en el accidente.